# دوري اسطنبول لكرة القدم 1955–56
دوري اسطنبول لكرة القدم 1955–56 (بالتركية: 1955-56 İstanbul Profesyonel Ligi)‏ هو موسم من دوري اسطنبول لكرة القدم ‏. فاز فيه غلطة سراي.